# Que Tire Pa Lante
Que Tire Pa Lante, contrazione di Que Tire Para Alante (lett. "tirare in avanti"), è un singolo dell'artista musicale portoricano Daddy Yankee. Il singolo ha anche un remix, che include la partecipazione di De La Ghetto, Ozuna e Tego Calderón. Il brano fa parte del famoso gioco Just Dance 2021 ed è un campione di "A Who Seh Me Dun" di Cutty Ranks (1996).

## Descrizione
Yankee ha annunciato la canzone e ha rivelato la copertina sui suoi social media il 17 ottobre 2019. L'ha descritta come un disco reggaeton degli anni '70 in combinazione con l'anno 5000. Ha continuato a pubblicare diversi video che stuzzicavano la canzone nelle ore successive. Yankee ha promesso che la canzone sarebbe stata una "hit globale" al momento dell'uscita. Il 17 ottobre, il rapper ha eseguito la canzone ai Latin American Music Awards del 2019 a Los Angeles. Jessica Roiz di Billboard ha descritto il brano come una combinazione di "reggaeton della vecchia scuola e beat dembow degli anni '90".

## Video musicale
Il 18 ottobre 2019 è stato pubblicato il video musicale per Que tire pa lante sul canale YouTube di Daddy Yankee, diretto da Marlon Peña. Mostra Yankee e altre persone che invadono una città deserta e partecipano a una gara di ballo di strada.